# テレスコーピング現象 (鉄道)

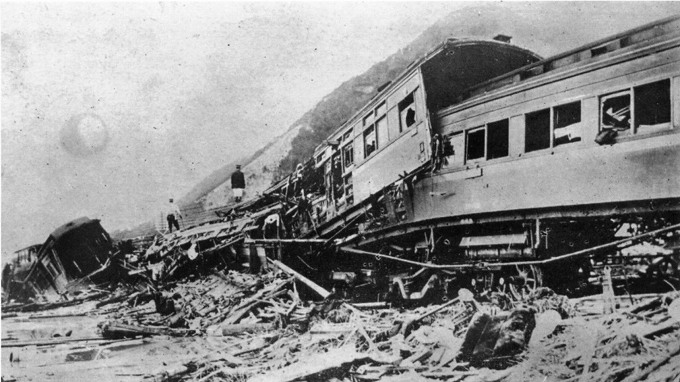
山陽本線特急列車脱線事故（1926年）

テレスコーピング現象（テレスコーピングげんしょう、英: Telescoping）とは、鉄道事故の際、特に列車の衝突や追突時に慣性の法則によって車両同士がめり込んだり、食い込んだり、後ろの車両が前の車両に食い込む、突き破る（貫通する）致命的な現象である。名前の由来は、望遠鏡の筒同士がスライドして入り込むことから。

## テレスコーピングが発生した鉄道事故
- リトル・サルケルド鉄道事故（1918年1月19日、死者7人・負傷者46人)
- マルボーン・ストリート鉄道事故（1918年11月1日、死者93-102人)
- 山陽本線特急列車脱線事故（1926年9月23日、死者34人・負傷者39人)
- ベーグリー鉄道事故（1944年12月31日、死者50人・負傷者81人)
- 近鉄奈良線列車暴走追突事故（1948年3月31日、死者49人・負傷者282人)
- ハーロウ&ウィールドストーン鉄道事故（1952年10月8日、死者112人・負傷者340人)
- シカゴ通勤列車衝突事故（1972年10月30日、死者45人・負傷者332人)
- 東中野駅列車追突事故（1988年12月5日、死者2人・負傷者116人）
- 信楽高原鉄道列車衝突事故（1991年5月14日、死者42人・負傷者614人）
- 鹿児島線列車追突事故（2002年2月22日、死者無し・負傷者134人）
- 土佐くろしお鉄道宿毛駅衝突事故（2005年3月2日、死者1人・負傷者11人）
- ワシントンメトロ列車衝突事故（2009年6月22日、死者9人・負傷者80人)
- 函館本線踏切事故（2010年1月29日、死者無し・負傷者45人）
- 東急東横線元住吉駅追突事故（2014年2月15日、死者無し・負傷者72人）